# ميك والترز
ميك والترز (بالإنجليزية: Mick Walters)‏ هو لاعب كرة قدم بريطاني في مركز نصف الجناح، ولد في 17 نوفمبر 1939 في بانبوري في المملكة المتحدة. لعب مع نادي بيرتن ألبيون.